# Neotoma floridana
Neotoma floridana is een zoogdier uit de familie van de Cricetidae. De wetenschappelijke naam van de soort werd voor het eerst geldig gepubliceerd door Ord in 1818.

## Voorkomen
De soort komt voor in de Verenigde Staten.